# Полярна шапка

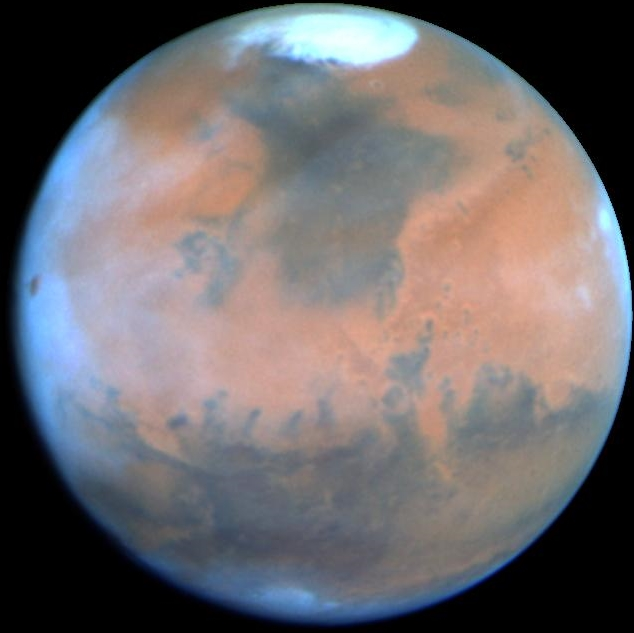
Полярні шапки Марса на Марсі, зняті космічним телескопом Габбла. Видно всю Північну полярну шапку

Полярна шапка — область планети, карликової планети або природного супутника, розташована на високих широтах і вкрита льодом.
Це визначення не регламентує розмір та склад полярної шапки, а не висуває геологічних вимог щодо того, щоб полярна шапка знаходилась над сушею, а лише вимагає, щоб вона була тілом твердої фази в полярній зоні. Це призводить до певної термінологічної плутанини, оскільки термін льодовикова шапка застосовується більш вузько до мас криги, які знаходяться над сушею та охоплюють менше 50 000 км2, натомість як більші маси криги називають льодовиковими щитами.
Склад льоду може бути різним. Наприклад, полярні шапки Землі складаються переважно з водяного льоду, натомість як полярні шапки Марса є сумішшю твердого вуглекислого газу та водяного льоду.
Полярні шапки утворюються тому, що високоширотні регіони отримують менше сонячної енергії, ніж екваторіальні регіони, що призводить до нижчих температур поверхні, в результаті гази з атмосфери конденсуються на поверхні саме в цих областях.
Через зміни поглинання сонячної енергії протягом року відбуваються сезонні коливання розмірів полярних шапок. Крім того, в геологічних масштабах часу шапки можуть збільшуватися або зменшуватися через зміну клімату.

## Земля

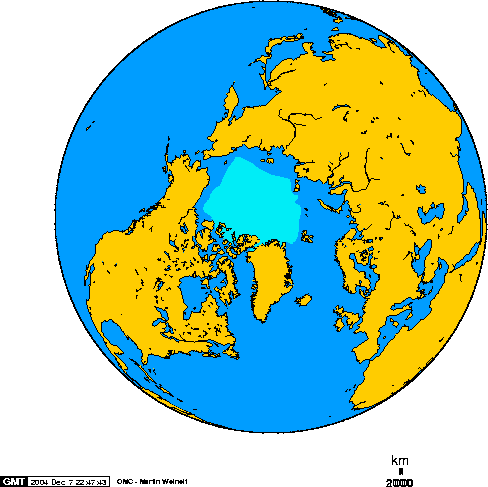
Обсяг арктичного морського льоду у вересні 1978-2002
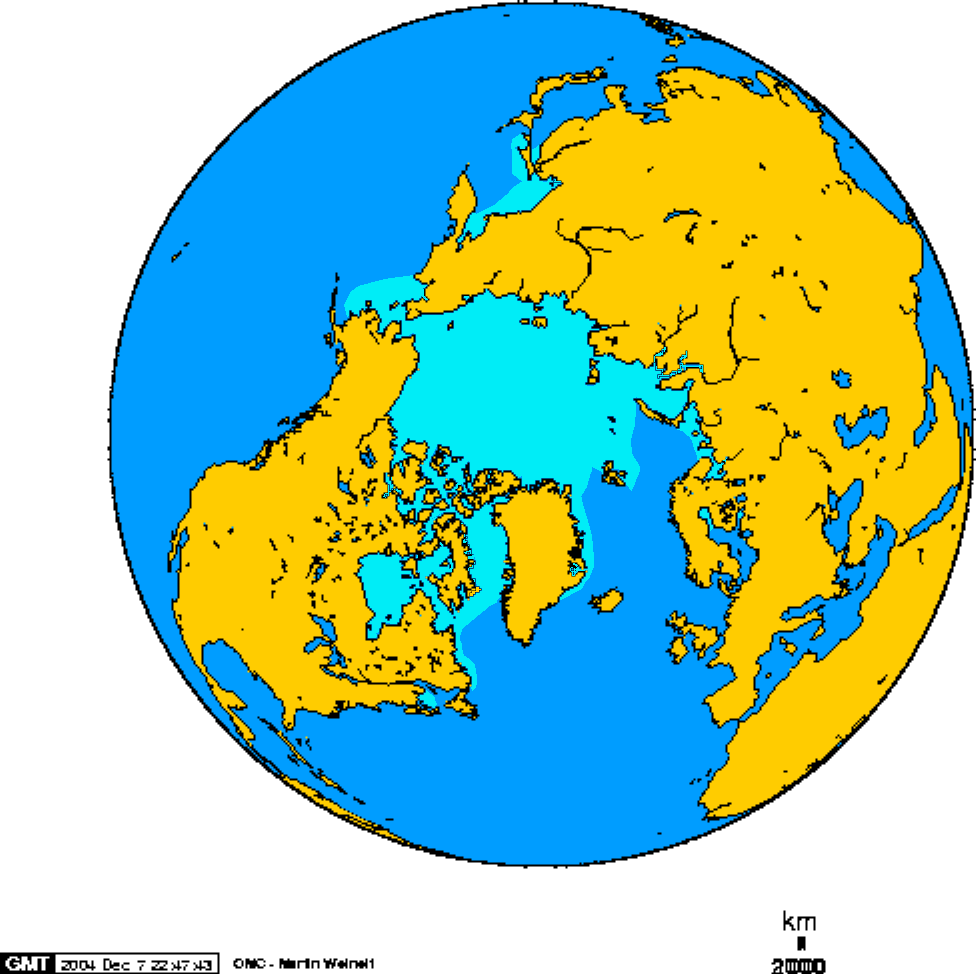
Обсяг арктичного морського льоду в лютому 1978-2002
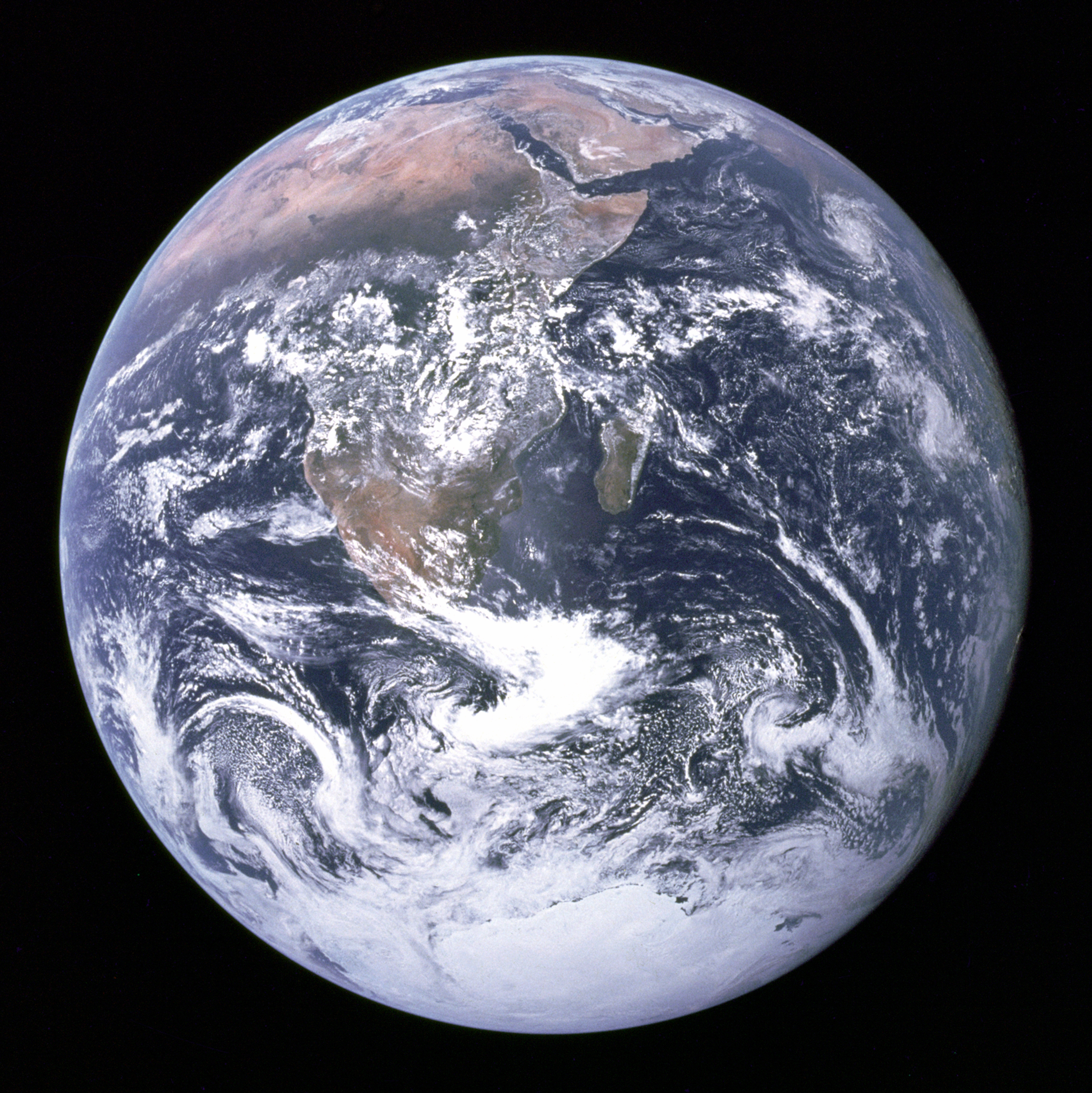
"Блакитна іграшкова куля", вид на Землю зАполлона-17. Видно південну полярну шапку

### Танення Північної полярної шапки
Північний полюс Землі вкритий плавучим паковим льодом над Північним Льодовитим океаном. Частини льоду, які не тануть за літо, можуть стати дуже товстими, до 3–4 метрів на великих ділянках, з хребтами до 20 метрів. Однорічний лід зазвичай має товщину близько 1 метра. Площа, вкрита морським льодом, коливається від 9 до 12 млн. км2. Крім того, Гренландський льодовиковий щит займає близько 1,71 млн. км2 і містить близько 2,6 млн. км3 льоду. Коли лід відколюється, він утворює айсберги, розкидані в північній Атлантиці.
За даними Національного центру даних про сніг і лід США, з 1979 року площа льоду взимку в Арктиці зменшувалася зі швидкістю близько 4,2 % за десятиліття. У 2008 і 2009 роках мінімальна площа арктичного морського льоду була дещо вищою, ніж у 2007 році. Згідно з даними Національного центру даних про сніг і лід, в інші пори року площа льоду все ще іноді наближається до середнього значення за 1979—2000 роки, як, наприклад, у квітні 2010 року. Тим не менш, за той самий період загальна середня площа льоду зменшилася з 8 млн. км2 до 5 млн. км2.

### Південний полюс

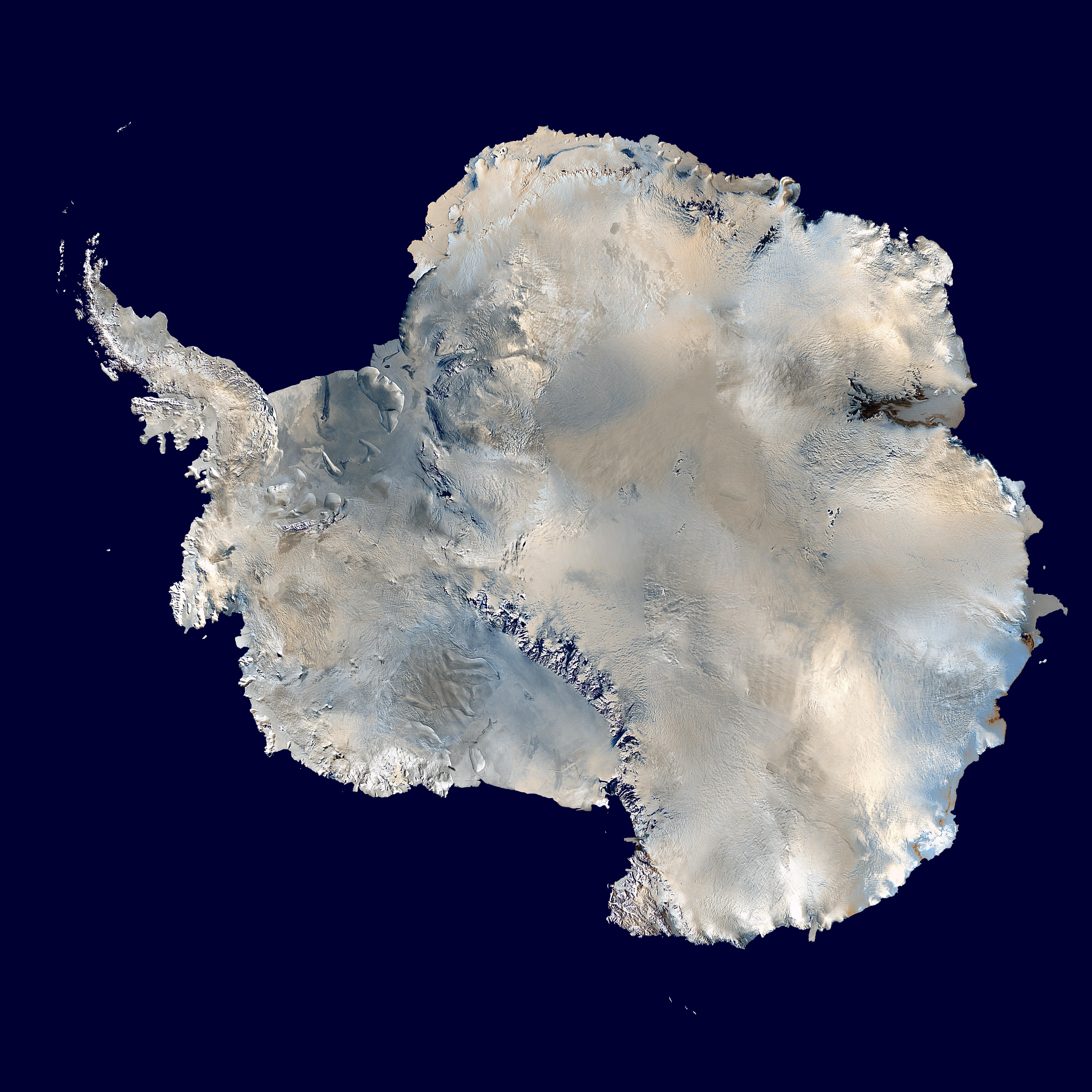
Комбінований супутниковий знімок Антарктиди

Антарктида вкрита Антарктичним льодовиковим щитом, який займає площу близько 14,6 млн. км2 і містить від 25 до 30 млн. км3 льоду. У цьому крижаному покриві міститься близько 70 % прісної води на Землі.
Дані Національного центру даних про сніг і лід показують, що з 1979 до 2009 року рівень морського льоду в Антарктиді дещо збільшується.

### Історичні випадки
За останні кілька десятиліть полярні шапки Землі привернули значну увагу через зменшення кількості сухопутного та морського льоду. НАСА повідомляє, що з кінця 1970-х років Арктика втрачала в середньому 53 900 км2 морського льоду на рік, тоді як Антарктика набувала в середньому 18 900 км2 морського льоду на рік. Також Арктика втрачає близько 50 км3 наземного льоду на рік, майже повністю з Гренландського льодовикового щита об'ємом 2,6 млн. км3. Згідно з даними Національний центр даних про сніг і лід, у 2014 році вперше з 1979 року площа антарктичного морського льоду перевищила 20 млн. км2 і трималася вище цього значення протягом кількох днів, досягнувши 20 вересня 2014 року максимуму 20,14 млн. км2. Середній максимум площі між 1981 і 2010 роками становив 18,72 млн. км2. Це збільшення могло бути пов'язане зі зниженням солоності Південного океану в результаті попереднього танення крижаного покриву через підвищення точки замерзання морської води.
Сучасні темпи зменшення льодовикових шапок спричинили багато досліджень і відкриттів щодо динаміки льодовиків та їхнього впливу на світовий клімат. На початку 1950-х років вчені та інженери з армії США почали бурити полярні шапки для геологічного дослідження, що дозволило з часом накопичити великий досвід у взятті полярних льодовикових кернів та зібрано багато кернів для кліматологічних архівів. Полярні шапки використовувалися для перевірки сучасних кліматичних моделей, а також моделей клімату кілька тисяч років тому за слідами CO2 і CH4, знайденими у льоду. За останнє десятиліття полярні шапки продемонстрували найшвидше зменшення розмірів без ознак відновлення. У серпні 2013 року площа арктичного морського льоду становила в середньому 6,09 млн км2 — на 1,13 млн. км2 менше середнього значення для цього місяця в 1981—2010 роках.

## Марс

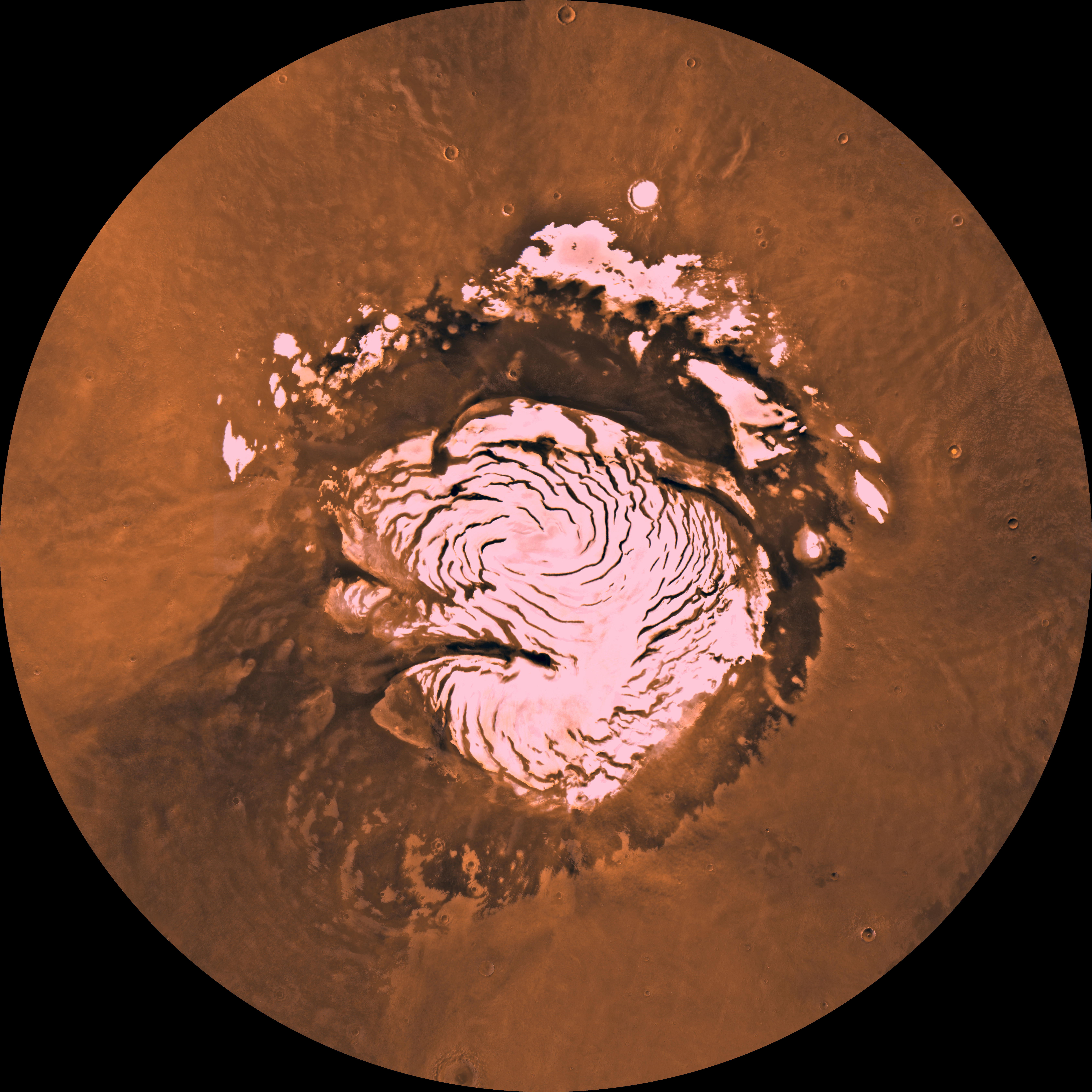
Північна полярна шапка на Марсі, складені зображення орбітального апарата Вікінг-1

Крім Землі, планета Марс також має полярні шапки. Вони складаються переважно з водяного льоду з кількома відсотками пилу. Замерзлий вуглекислий газ становить невелику постійну частину на Південному плато.
Дані, зібрані в 2001 році під час космічних місій НАСА на Марс, показують, що залишкова південна шапка зазнає сублімації щороку. Найпоширенішим поясненням є те, що причиною змін є коливання орбіти планети.

## Плутон
29 квітня 2015 року НАСА оголосило, що його місія New Horizons виявила на карликовій планеті Плутон деталь, яку вважають полярною шапкою. Проліт зонда повз Плутон у липні 2015 року дозволив ультрафіолетовому спектрометру Alice підтвердити, що це насправді шапка, складена з метанового та азотного льоду.

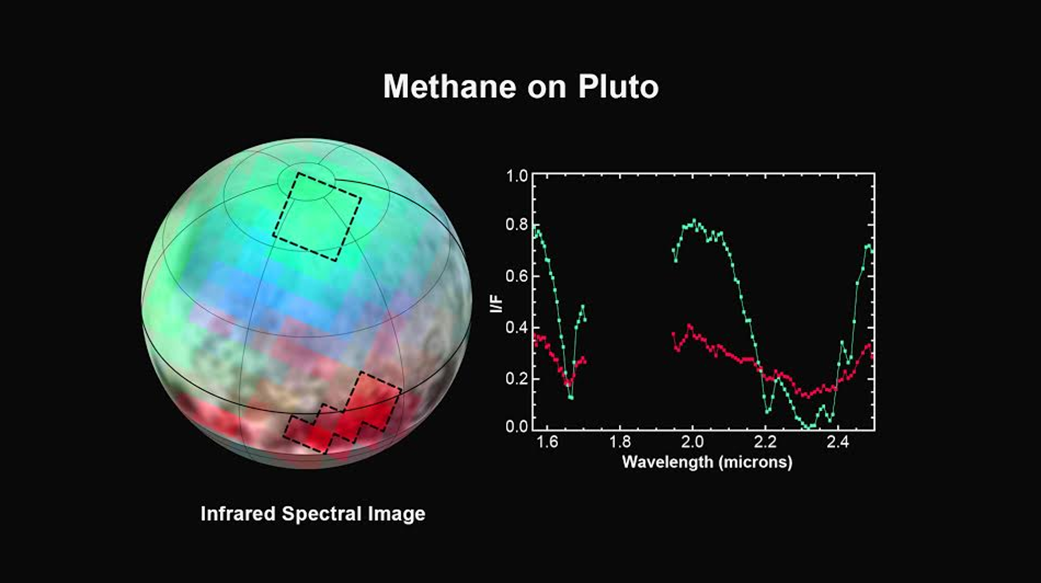
Фото, що зображує замерзлі метан і азот на Плутоні, отримане New Horizons